# Mieczysław Justyna

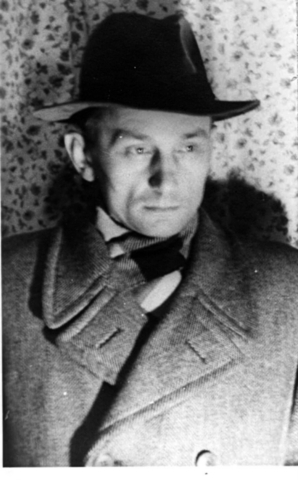
Mieczysław Justyna

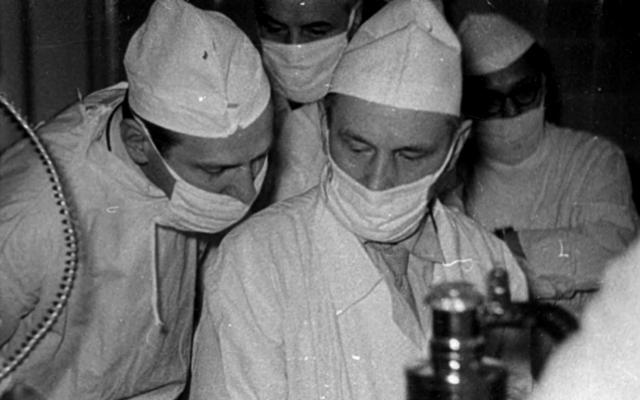
Mieczysław Justyna podczas operacji

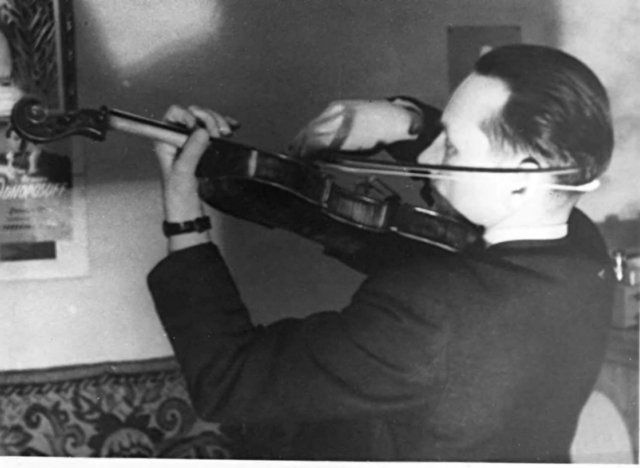
Mieczysław Justyna

Mieczysław Justyna (ur. 9 lipca 1909 w Żarnowicy Dużej k. Wolborza, zm. 13 maja 2001 w Warszawie) – anestezjolog polski, docent Instytutu Gruźlicy i Chorób Płuc w Warszawie, doktor honoris causa Śląskiej Akademii Medycznej w Katowicach.

## Życiorys
Był najstarszym z ośmiorga dzieci Jana (1887–1969), wiejskiego nauczyciela, i Marianny z Samborskich (1888–1986). Miał pięciu braci i dwie siostry. Ukończył szkołę powszechną w Żarnowicy, w latach 1920–1927 uczęszczał do Gimnazjum im. Bolesława Chrobrego w Piotrkowie Trybunalskim, gdzie zdał maturę. W 1927 rozpoczął studia na Wydziale Lekarskim Uniwersytetu Warszawskiego. Dyplom lekarza uzyskał w 1933, odbył służbę wojskową w Centrum Wyszkolenia Sanitarnego i Centrum Wyszkolenia Saperów i Broni Pancernej, następnie pracował jako wolontariusz w warszawskich szpitalach św. Łazarza i św. Rocha. Stały etat lekarski otrzymał w 1937 jako asystent na Oddziale Urologicznym Szpitala Św. Łazarza w Warszawie (pod kierunkiem Wacława Lilpopa). W 1939 uzyskał stopień doktora nauk medycznych na podstawie pracy o zastosowaniu w znieczuleniu barbituranów dożylnych (ewipanu).
Zmobilizowany we wrześniu 1939 w stopniu podporucznika, służył jako lekarz garnizonowy w jednostce artylerii w Grodnie; trafił do niewoli radzieckiej, zbiegł w trakcie transportu i przedostał się do Warszawy, gdzie powrócił do pracy w szpitalu św. Łazarza. Opiekował się m.in. rannymi powstańcami w 1944. Po upadku powstania zatrzymany przez Niemców w obozie przejściowym „Wola”, zbiegł i do końca okupacji pracował jako lekarz w Piotrkowie Trybunalskim i okolicy.
W lutym 1945 powrócił do Warszawy i podjął pracę na oddziale chirurgicznym Szpitala Wolskiego pod kierunkiem Leona Manteuffla. Szpital ten przekształcono w 1950 w Instytut Gruźlicy i Chorób Płuc. Justyna współpracował również jako urolog z przychodnią przy ul. Działdowskiej.
Mieczysław Justyna przyczynił się do utworzenia w wolskim szpitalu ważnego ośrodka anestezjologicznego, a także uczynienia z anestezjologii samodzielnej dyscypliny lekarskiej w Polsce. Kwalifikacje zawodowe uzupełniał dwukrotnie w szwedzkim Instytucie Karolińskim w Sztokholmie, pod kierunkiem Olle Frieberga i Clarence Crafoorda. Był czołowym polskim specjalistą anestezjologii w kardiochirurgii i torakochirurgii. Ogłosił łącznie 73 prace naukowe, poświęcone różnym rodzajom znieczulenia, technikom anestetycznym, patofizjologii układu oddechowego i układu sercowo-naczyniowego. W 1947 przeprowadził znieczulenie do pierwszej w Polsce operacji usunięcia płuca w związku z chorobą nowotworową. Opracował i zastosował znieczulenie z hipotermią, otwierając drogę do wykonania około 400 operacji na otwartym sercu w latach 1950–1960. Mianowany w 1955 docentem, wykształcił w Instytucie Gruźlicy około trzy tysiące lekarzy w podstawach anestezjologii.
Przeszedł na emeryturę w 1979, ale pracował nadal w klinice chirurgicznej Instytutu Gruźlicy w zmniejszonym wymiarze godzin do 1993; pracę ułatwiał mu fakt zamieszkiwania na terenie Instytutu. W 1949 był w gronie piętnastu członków założycieli Polskiego Towarzystwa Urologicznego, a w 1958 zakładał Towarzystwo Anestezjologów Polskich i został jego pierwszym prezesem (do 1962). W lutym 1989 został wyróżniony doktoratem honoris causa przez Śląską Akademię Medyczną w Katowicach (promotorem wniosku była Anna Dyaczyńska-Herman), a także jako pierwszy Polak otrzymał tytuł członka honorowego Europejskiej Akademii Anestezjologicznej. Posiadał wiele wyróżnień państwowych i resortowych. Sam Justyna do najcenniejszych wyróżnień zaliczał list prymasa Wyszyńskiego z więzienia w Komańczy z wyrazami uznania i podziękowania za leczenie ciężko chorych.
Był mężem Ireny ze Święchowskich.
W styczniu 1999 padł ofiarą bandyckiego napadu, wskutek którego ostatnie lata życia spędził przykuty do łóżka. Zmarł w maju 2001.

## Ordery i oznaczenia
- Krzyż Kawalerski Orderu Odrodzenia Polski (1962)
- Złoty Krzyż Zasługi (1955)
- Medal 40-lecia Polski Ludowej
- Medal 10-lecia Polski Ludowej (13 stycznia 1955)[5]
- Odznaka honorowa „Za wzorową pracę w służbie zdrowia” (1952)
- Odznaka tytułu honorowego „Zasłużony Lekarz PRL”.